# János Lázár
János Lázár (ur. 19 lutego 1975 w Hódmezővásárhely) – węgierski samorządowiec i polityk, od 2002 do 2012 burmistrz Hódmezővásárhely, poseł do Zgromadzenia Narodowego, w latach 2014–2018 i od 2022 minister.

## Życiorys
Po ukończeniu szkoły średniej w rodzinnym Hódmezővásárhely studiował prawo na Uniwersytecie Segedyńskim. W czasie studiów podjął pracę w urzędzie miasta. W 2000 wstąpił do Fideszu. W 2002 objął stanowisko burmistrza Hódmezővásárhely. W tym samym roku został również wybrany na posła do Zgromadzenia Narodowego (reelekcję uzyskiwał w 2006, 2010, 2014, 2018 i 2022). W 2010 wybrano go na przewodniczącego frakcji parlamentarnej Fideszu.
W 2012 został sekretarzem stanu w kancelarii premiera, rezygnując z urzędu burmistrza. W 2014 wszedł w skład trzeciego rządu Viktora Orbána jako szef Kancelarii Premiera w randze ministra. Zakończył urzędowanie w maju 2018. W maju 2022 w piątym rządzie lidera Fideszu objął stanowisko ministra budownictwa i inwestycji. W tym samym roku przeszedł na urząd ministra budownictwa i transportu.